# بوزدیاک
الگو:Infobox Russian settlement
بوزدیاک (انگلیسی: Buzdyak) یک شهر در شهرستان بوزدیاکسکی باشقیرستان کشور روسیه است.